# 石坂希恵
石坂 希恵（いしざか きえ、1988年2月28日 - ）は、大阪府出身の元女性モデル、元タレント。元所属事務所はJMO。現在は神戸でバレエ教室の講師をしている。
姉は元タレントの石坂ちなみ。

## 人物
- 趣味：料理、カラオケ、掃除
- 特技：クラシックバレエ

### バレエ歴
- 第一回大阪Prixクラシックバレエコンクール：4位
- 北九州・アジア全国バレエコンクール：準入賞
- イタリア・ボローニャ チャリティー公演賛助出演（2001年〜2002年）
- 青少年のためのバレエコンクール：ファイナリスト
- 日露交流公演：主役出演
- 村瀬沢子バレエスタジオ「ドン・キ・ホーテ」全幕主人公出演

## 主な活動
- 2006年：PRIDEラウンドガール
- 桂由美2006GRAND COLLECTION「ディメンション・ヴィオレット」出演
- 山野流着装 第55回芸術祭全国大会 INTERNATIONAL BEAUTY FORUM出演

### テレビ
- グラビアトークオーディション（2006年、フジテレビ）